# Colophon eastmani
Colophon eastmani é uma espécie de escaravelho da família Lucanidae.
É endémica da África do Sul.